# Rubus ribifolius
Rubus ribifolius är en rosväxtart som beskrevs av Sieb. och Zucc.. Rubus ribifolius ingår i släktet rubusar, och familjen rosväxter. Inga underarter finns listade i Catalogue of Life.